# Kenneth Weishuhn
Kenneth Weishuhn (Sheldon, 27 maggio 1997 – Primghar, 14 aprile 2012) è stato un adolescente statunitense, morto suicida in quanto vittima di bullismo omofobico.

## Biografia
Kenneth James "Rodney" Weishuhn Jr. ha frequentato la South O'Brien High School come studente del primo anno a Paullina, in Iowa, assieme a sua sorella Kayla, studentessa del secondo anno. Weishuhn aveva subìto atti di bullismo sia ricevendo minacce di morte sul cellulare sia essendo vittima di una pagina di odio su Facebook. Era bersagliato in quanto omosessuale, avendo rivelato la sua omosessualità un mese prima del suicidio. Le azioni di bullismo subìto sono state descritte come "aggressive", "spietate"  e "sopraffattorie". In risposta al bullismo, si è tolto la vita il 14 aprile del 2012 a soli 14 anni. Si è impiccato nel garage di casa ed è stato scoperto nelle prime ore del mattino del 15 aprile dal compagno della madre Kenny Chambers.
Nove giorni dopo la sua morte è stata celebrata una veglia presso il First Avenue Bridge a Cedar Rapids. Un gruppo su Facebook in memoria di Weishuhn raggiunse i 1500 iscritti entro la prima settimana dal suicidio, circa il doppio del numero di persone nel suo paese. I funerali si sono svolti presso la Grace Lutheran Church a Primghar e la sepoltura è avvenuta presso il Pleasant Hill Cemetery nella medesima città.
Il suicidio di Weishuhn indusse su scala nazionale la trattazione del tema del bullismo omofobico e degli effetti che può avere sui giovani. Fra le testate che trattarono l'argomento figurano: l'Huffington Post, il Washington Post, Fox News, il Sioux City Journal, Daily Kos. Inoltre, la cantante Madonna gli rese tributo, insieme con altri ragazzi morti a causa del bullismo, durante il suo MDNA Tour con il video interludio di Nobody Knows Me.
I pubblici ministeri non hanno potuto trovare prove sufficienti per perseguire qualcuno per specifici atti criminali. Dacché le leggi in Iowa non coprono il bullismo, lo sceriffo Michael Anderson della Contea di O'Brien ha affermato di essere d'accordo con la decisione di non imputare capi d'accusa. Il suicidio di Weishuhn ha avuto effetti pesanti sulla famiglia e la sorella Kayla si è detta "traumatizzata" dagli eventi anche per dover frequentare la scuola assieme a coloro che avevano compiuto gli atti di bullismo.